# Thomas Ravis
Thomas Ravis (vers 1560 – 14 décembre 1609) est un évêque et universitaire de l'Église d'Angleterre. Il participe à la traduction de la Bible du roi Jacques.

## Jeunesse
Ravis nait à Old Malden, dans le Surrey, probablement en 1560, et fait ses études à la Westminster School. Sur recommandation de Lord Burghley, il est élu à la Christ Church d'Oxford en 1575, mais le doyen et le chapitre refusent de l'admettre, prétextant le manque de place, jusqu'à ce que Burghley leur adresse des remontrances. Il obtient une licence le 12 novembre 1578 et une maîtrise le 3 mars 1582, puis une licence en théologie en 1589 et un doctorat en théologie en 1595.

## Carrière sacerdotale
Ravis entre dans les ordres en 1582 et prêche quelque temps dans la région d'Oxford. Le 17 avril 1588, il est élu proctor et, en juillet 1596 et de nouveau en juillet 1597, il est choisi vice-chancelier de l'université d'Oxford. En 1591, il est admis au presbytère de Merstham, dans le Surrey, et du 27 décembre de la même année à mai 1598, il est vicaire d'All Hallows, à Barking. De février 1593 à 1607, il est prébendier de Westminster, et de 1596 à 1605, doyen de Christ Church. En tant que doyen, il transforme l'allocation alimentaire des communes en une somme d'argent, de deux shillings par semaine. Il expulse certains de ceux qui résistent à cette innovation, envoie d'autres devant le conseil et emprisonne d'autres encore.
Le 7 juillet 1598, il devient vicaire d'Islip, puis, en octobre suivant, vicaire de Wittenham Abbas, dans le Berkshire. Il est l'un des six doyens qui assistent à la Conférence de Hampton Court (en) en 1604 et fournit plus tard des notes pour le compte rendu de William Barlow, Sum and Substance of the Conference. Il participe ensuite à la création ultérieure de la Bible du roi Jacques, étant nommé membre du comité d'Oxford chargé de traduire une partie du Nouveau Testament. Cette même année, il est élu prolocuteur de la chambre basse de la Convocation.

## carrière épiscopale
En octobre 1604, Ravis est nommé évêque de Gloucester et consacré le 17 mars 1605. Il est autorisé à détenir en commende, avec son évêché, le doyenné de Christ Church, sa prébende de Westminster et les presbytères d'Islip et de Wittenham. À Gloucester, il améliore le palais épiscopal. Le 18 mai 1607, Ravis est transféré au siège épiscopal de Londres et installé comme évêque de Londres le 2 juin. Il est intolérant envers toute forme de non-conformisme. Ravis meurt le 14 décembre 1609 et est inhumé dans le bas-côté nord de la cathédrale Saint-Paul.